# D̪
Le D pontet souscrit (majuscule : D̪, minuscule : d̪) est une lettre additionnelle de l’alphabet latin utilisée dans la translitération du swahili écrit avec l’alphabet arabe. Elle représente le d interdental ou postdental, notamment dans la transcription d’Ernst Dammann.

## Utilisation
Dans l’alphabet phonétique international, le d pontet souscrit peut être utilisé pour transcrire une consonne occlusive dentale voisée. Le d pouvant déjà être utilisé pour transcrire cette consonne, mais celui-ci peut aussi transcrire une consonne occlusive alvéolaire voisée, le pontet est alors utilisé pour spécifier la prononciation dentale.
Certains auteurs, dont notamment Ernst Dammann, utilisent en swahili le d pontet souscrit pour transcrire le d interdental ou postdental, distincte du d alvéolaire, ou pour translitérer les lettres qui la représente dans les manuscucrits arabes swahili.